# Kate Moss
Katherine Ann "Kate" Moss (sinh ngày 16 tháng 1 năm 1974) là siêu mẫu người Anh. Sinh ra tại Croydon, Đại Luân Đôn, Moss được phát hiện vào năm 1988 khi mới 14 tuổi bởi Sarah Doukas – người sáng lập của Storm Model Management – tại sân bay JFK, thành phố New York. Moss trở nên nổi tiếng vào thập niên 90 với phong cách "Heroin chic". Cô cũng là hình tượng của giới người mẫu mỏng cơm và có vai trò đặc biệt trong việc định nghĩa cỡ 0 trong thời trang. Sau này Moss trở thành người đại diện của rất nhiều hãng thời trang danh tiếng như Gucci, Dolce & Gabbana, Calvin Klein, Chanel hay Rimmel. Tháng 12 năm 2013, cô được trao giải Thành tựu đặc biệt tại British Fashion Awards cho những cống hiến cho ngành công nghiệp thời trang trong suốt 25 năm sự nghiệp.
Ngoài nghề người mẫu, Moss cũng tham gia vào nhiều dự án kinh doanh, trong lĩnh vực thời trang lẫn ngoài lĩnh vực thời trang, có thể kể tới dòng sản phẩm thời trang của cá nhân cô cũng như một vài dự án âm nhạc. Moss từng được trao rất nhiều danh hiệu trong sự nghiệp của mình, điển hình là được tạp chí TIME đưa vào danh sách 100 người có ảnh hưởng nhất thế giới năm 2007. Cô cũng là niềm cảm hứng của rất nhiều sáng tác nghệ thuật, trong đó có bức tượng nổi tiếng tác hình cô có giá 1,5 triệu £ với 18 carat vàng nguyên chất được đặt tại Bảo tàng Anh, thành phố London. Đây chính là bức tượng vàng lớn nhất của lịch sử nhân loại kể từ thời Ai Cập cổ đại.
Đời sống cá nhân của Moss là chủ đề rất được giới truyền thông quan tâm. Cô bắt đầu hẹn hò với Jefferson Hack từ đầu thập niên 2000 và họ có một người con gái Lila Grace Moss Hack. Sau đó cô hẹn hò với nhạc sĩ Pete Doherty. Hiện tại, cô kết hôn với Jamie Hince, tay guitar của nhóm The Kills. Tuy nhiên, cô cũng hay bị dòm ngó bởi thói quen tiệc tùng và tiền sử sử dụng ma túy. Những cáo buộc ma túy đầu tiên được bắt đầu vào năm 2005 khiến Moss bị từ chối bởi hàng loại show diễn thời trang danh giá. Sau đó, cô cai nghiện thành công và quay trở lại sự nghiệp người mẫu. Năm 2012, cô là người mẫu nữ được có thu nhập cao thứ 2 thế giới trong danh sách của tạp chí Forbes với 9,2 triệu $ kiếm được mỗi năm.